# Compsothespis natalica
Compsothespis natalica är en bönsyrseart som beskrevs av John Obadiah Westwood 1889. Compsothespis natalica ingår i släktet Compsothespis och familjen Amorphoscelidae. Inga underarter finns listade i Catalogue of Life.